# Nixe rusticalis
Nixe rusticalis är en dagsländeart som först beskrevs av Mcdunnough 1931.  Nixe rusticalis ingår i släktet Nixe och familjen forsdagsländor. Inga underarter finns listade i Catalogue of Life.